# Lippisch-Ente
Die Ente war eine von vielen revolutionären Konstruktionen von Alexander Lippisch. Das ursprünglich als Segelflugzeug gebaute Flugzeug in Entenflügler-Bauweise ging am 11. Juni 1928 mit dem ersten bemannten Raketenflug in die Luftfahrtgeschichte ein. Da die Konstruktion ohne ein konventionelles Leitwerk am Heck auskam, eignete sich die Ente besonders für Versuche mit einem Raketenantrieb.

## Geschichte
Fritz Stamer wurde als Pilot ausgewählt, da er Lippischs Testpilot für dessen Flugzeuge war. Der erste bemannte Raketenflug fand am 11. Juni 1928 auf der Wasserkuppe statt. Ein erster Startversuch an diesem Tag scheiterte. Das Flugzeug hob nicht ab und die Rakete brannte einfach aus. Beim zweiten Versuch flog Friedrich Stamer in dem mit zwei Feststoffraketen ausgerüsteten Flugzeug ca. 1,5 km weit. Der Start erfolgte allerdings mit einem Gummiseil. Die beiden mit 4 kg Pulver ausgestatteten Raketen wurden durch Schalter im Cockpit nacheinander elektrisch gezündet und lieferten für jeweils 30 Sekunden Schub. Ein Gegengewicht unter dem Rumpf glich die Schwerpunktverlagerung durch das Abbrennen des Brennstoffs aus. Der Flug dauerte insgesamt nur etwa 80 Sekunden. 
Beim dritten Flugversuch wurde versucht, beide Raketen zugleich zu starten, dabei explodierte jedoch eine der Raketen und das Flugzeug geriet in Brand. Stamer konnte aus 20 Metern Höhe jedoch unversehrt landen und entkommen, während das Flugzeug komplett verbrannte. Daraufhin wurden keine weiteren Versuche mehr mit einer Ente unternommen. Ziel dieser Versuche war es, ein alternatives Startverfahren für Segelflugzeuge zu entwickeln.
Das Projekt wurde von Opel finanziert. Die Raketen kamen von Friedrich Wilhelm Sander, der mit Fritz von Opel zu der Zeit zahlreiche Versuche mit Feststoffraketen als Antrieb unternahm. Alexander Lippisch entwickelte später unter anderem mit der Messerschmitt Me 163 das erste serienmäßig gebaute Raketenflugzeug. 
Von Opel nahm anschließend Kontakt zu Julius Hatry auf, um mit der Rak. 1 ein weiteres Segelflugzeug speziell für Raketenstarts zu konstruieren.

## Nachbau der Stamer-Lippisch-Raketen-Ente
Mitglieder des Deutschen Segelflugmuseums mit Modellflug auf der Wasserkuppe in der Rhön beendeten im September 2007 das ehrenamtlich durchgeführte Nachbauprojekt der Raketen-Ente im Deutschen Segelflugmuseum auf der Wasserkuppe. Der Nachbau ist vorbildgetreu als weltweit einziges Exemplar und als Meilenstein der Wasserkuppengeschichte und Raumfahrt im umgestalteten Rundbau des Museums für die Öffentlichkeit zu besichtigen. Die RRG war die Rhön-Rossitten-Gesellschaft.

## Technische Daten

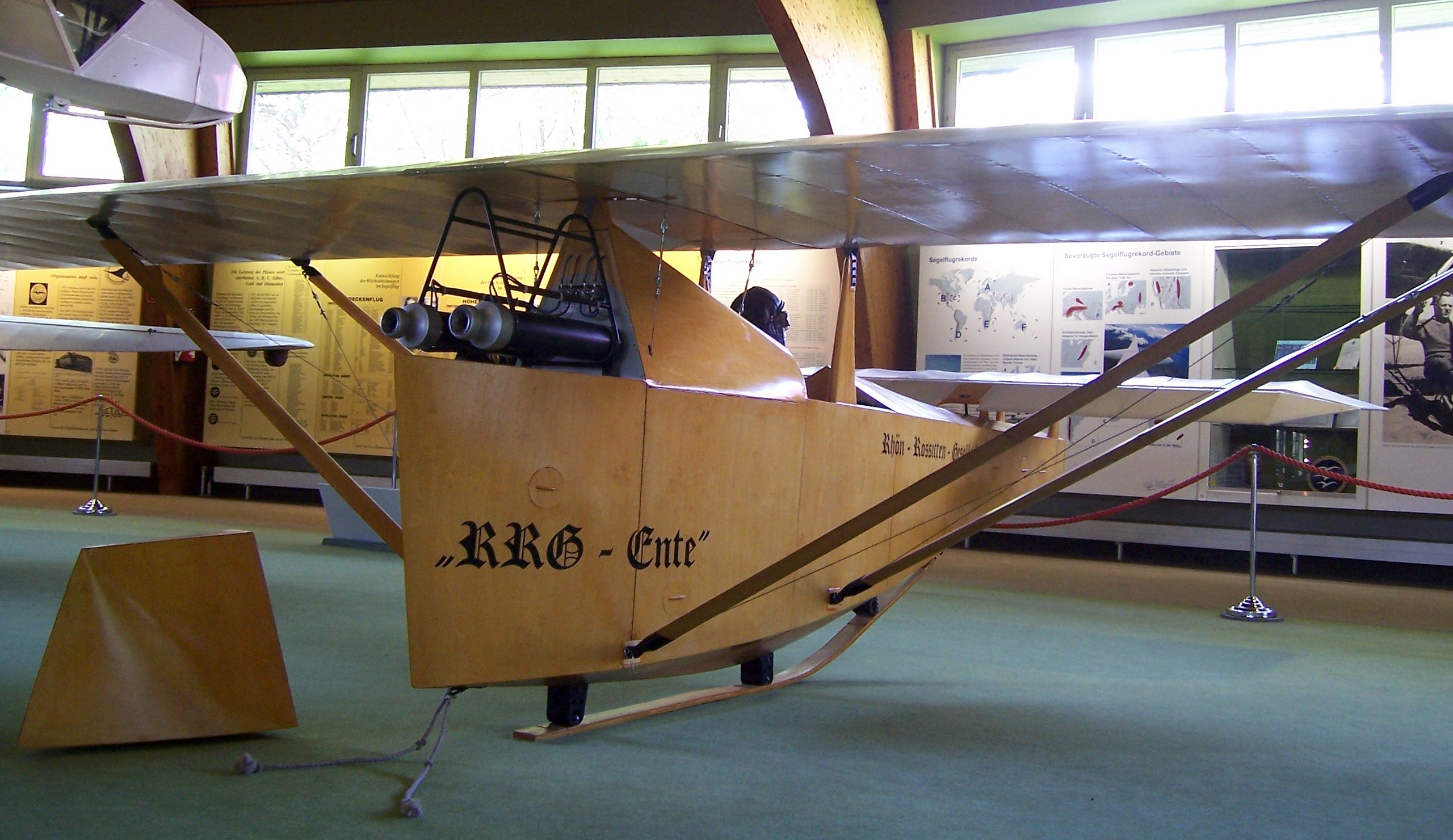
RRG Raketen-Ente im Deutschen Segelflugmuseum

| Kenngröße       | Daten der RRG Raketen-Ente |
| --------------- | -------------------------- |
| Besatzung       | 1                          |
| Länge           | 4,31 m                     |
| Spannweite      | 11,94 m                    |
| Flügelfläche    | 20,3 m²                    |
| Flügelstreckung | 7,0                        |
| Triebwerke      | 2 × 20 kg Feststoffraketen |